# اسکایستکالنه
اسکایستکالنه (به لاتین: Skaistkalne) یک روستا در لتونی است که در شهرداری وسومنیکی واقع شده‌است. اسکایستکالنه ۶۹۲ نفر جمعیت دارد.